# Final Fantasy (videohra)
Final Fantasy (japonsky ファイナルファンタジー Fajnaru Fantadží), někdy označovaná jako Final Fantasy I, je fantasy RPG hra, kterou v roce 1987 navrhl Hironobu Sakaguči. Hru vydala společnost Square pro herní konzoli NES. Později bylo dílo vydáno pro mnoho dalších platforem, některá tato vydání byla v jednom balení spolu s druhým dílem série. 
Děj prvního dílu Final Fantasy se točí kolem dobrodružství čtyř mladých Válečníků Světla, z nichž každý je nositelem jednoho ze čtyř krystalů. Každý krystal v sobě ukrývá energii jednoho ze čtyř elementů světa. Tyto krystaly byly poskvrněny čtveřicí mocných elementárních běsů a Válečníci Světla společně vyrazili do světa, aby porazili zlo, vrátili krystalům jejich světlo a zachránili svět před zhoubou.
Final Fantasy se v průběhu vývoje jmenovalo Fightning Fantasy, avšak kvůli možnému sporu o duševní vlastnictví a také kvůli stavu, v jakém se nacházely společnost Square i sám Sakaguči, došlo ke změně. Tato hra zaznamenala veliký úspěch, dosáhla vysokých hodnocení kritiky, a tak položila základy mnoha pokračování i vedlejších sérií Final Fantasy. Původní verze hry je v současnosti považována za nejvýznamnější a nejúspěšnější RPG, vydanou pro NES. K březnu 2003, kdy byl proveden součet pro všechny podporované platformy, byly prodány zhruba 2 miliony kopií hry.

## Popis hry
Hra se odehrává v bezejmenném pohádkovém světě se třemi velkými kontinenty. Hráč se po světě pohybuje na zmenšené mapě a může navštěvovat různá města, jeskyně a další místa (lesy, hory, bažiny nebo velké budovy), kde plní úkoly nebo hledá předměty, jež nelze sehnat u obchodníků ve městě, nebo jsou důležité pro příběh. Po světě se pohybuje většinou pěšky, ale později může využít loď, kánoe a nakonec vzducholoď. Během putování naráží hráč na nepřátele prostřednictvím náhodně generovaných bitev a musí s nimi buď bojovat a porazit je, nebo utéct. Náhodně generované bitvy nastanou při cestování pěšky, v kánoi a na lodi. Nenastanou při cestování vzducholodí.
Na začátku si hráč vybere čtyři postavy, jež budou tvořit stálou družinu po celou hru. Postavám lze zvolit některé z šesti povolání (bojovník, lupič, mnich, rudý mág, bílý mág a černý mág), které mají své klady a zápory. V pozdější fázi hry lze tato povolání postavám vylepšit. Po vylepšení vypadají postavy dospěleji a vyspěleji po vizuální stránce i po stránce schopnosti používat do té doby nedostupná kouzla nebo předměty. Postavám se dále vylepšují jejich schopnosti boje díky předmětům (zbraně, chrániče, brnění apod.), které hráč buď nakoupí ve městě, nebo je najde schované v truhlách, nebo při plnění úkolů. Některé tyto předměty jsou magické a při bitvách je možné jejich kouzelnou moc aktivovat. Léčení hladiny života či otrav nebo jiných stavů se provádí lahvičkami či bílou magií. Hráč může využít při cestování světem i předměty typu stan, příbytek nebo dům, v nichž při použití přenocuje a obnoví si hladinu životů, v případě domu i kouzlících bodů. Na mapě světa lze i hru ukládat. Hráči jsou k dispozici i speciální předměty, které získá plněním úkolů a jsou nezbytné k dalšímu postupu hrou.
Boj probíhá prostřednictvím menu, kde hráč jednotlivým postavám vybírá příkazy pro tah, jenž následuje hned poté. Základními příkazy jsou útok, magie a předmět. Bitva, v níž se postupně v tazích vystřídají všichni účastníci na straně hráče i nepřítele, končí porážkou jedné či druhé strany. Při vítězství získají hráčovy postavy zkušenostní body, peníze gily, případně předměty za odměnu. Z bitvy lze příkazem utéct, ale hráč nezíská zkušenosti ani gily. Pokud při bitvě zemřou všechny čtyři postavy, hra končí porážkou. Final Fantasy je první hrou v dějinách, kde je hráčova družina zobrazena napravo a nepřátelé nalevo. Do té doby to měly podobné RPG hry vždy naopak.
Magie se v této hře dělí pouze na bílou a černou, a využívat je mohou jen některá povolání. Bílá magie zahrnuje léčení a obranná zaklínadla, zatímco černá magie oslabuje nepřátele či je rovnou ničí. Postavy si magii kupují u specializovaných magických obchodů ve městech, označených černým nebo bílým symbolem. Po koupení je toto kouzlo přiděleno postavě, která je schopna použití zvládnout. Kouzla jsou klasifikována do úrovní jedna až osm. Na každé úrovni jsou k dispozici čtyři kouzla černé a čtyři bílé magie. Každá postava se ale může naučit pouze tři kouzla dané úrovně. Bílí a černí mágové se mohou naučit všechna kouzla ze svých příslušných škol magie, ale rudí mágové, mniši a bojovníci nedovedou používat vyspělejší kouzla a na začátku hry nedovedou používat žádná kouzla. Při použití kouzla se odečte jeden bod z hladiny kouzlících bodů, které lze doplňovat předmětem éter, přespáním v hotelu ve městě, nebo přespáním v domě v krajině.

## Příběh
Přibližně 400 let před startem tohoto příběhu používali lidé z Lufénie, hovořící zvláštním jazykem, moc větrného krystalu ke konstrukci gigantické „Létající pevnosti“ (Flying Fortress) a vzducholodí, ale zároveň si všímali úpadku svého království, protože krystal potemněl. Stál za tím obří větrný běs Tiamat, proti kterému Luféni svedli boj, ale Tiamat se zmocnil jejich Létající pevnosti i Věže Faty Morgany (Mirage Tower). V této době žil v Lufénii konstruktér vzducholodí Cid, o němž se zmiňují pouze novější vydání hry, jenž postavil a ukryl vzducholoď v poušti na Jižním kontinentu pro budoucí časy.
Před 200 lety se zjevil Kraken, obří vodní běs, jenž vyvolal mohutnou mořskou bouři, aby potopil na dno moře velké Chrámové město vody, které sloužilo jako hlavní město dávné oceánské civilizace. Kraken se v zatopeném chrámu ukryl před případnými pronásledovateli a potemněl vodní krystal.
Krátce před zahájením dobrodružství hráčovou družinou přišel Lich, obří běs země, který potemněl zemský krystal. Následkem toho vypukl mor, který způsobil úhyn vegetace v rozsáhlých oblastech. Jednoho dne přišel věštec Lukahn s věštbou, že během temných časů čtveřice Válečníků Světla spasí svět.
Čtveřice mladých Válečníků Světla (japonsky 光の戦士, Hikari no Senši), jež byla ohromena úkolem, které jim předložil osud, se stala majiteli čtyř potemnělých krystalů. Ani jeden z nich si neuvědomoval význam těchto krystalů, jež kdysi vyzařovaly jasné světlo. Úkol zachránit svět přijali, každý spravoval a hlídal jeden z těchto krystalů, představujícího moc jednoho z elementů. Společně se vydali do Kornélie (Cornelia), jedné z nejmocnějších říší lidí, z jehož hlavního města byla unesena princezna Sarah zlým rytířem Garlandem, který usiloval o ovládnutí království Kornélie. Na žádost krále se čtveřice vypravila na severozápad do rozvalin Svatyně chaosu. Zde se jim podařilo Garlanda najít a porazit. Osvobozenou princeznu Sarah doprovodili zpět domů. Kornélijský král jako výraz své vděčnosti přikázal obnovu zničeného padacího mostu spojujícího východní provincie Kornélie. Tím zahájili Válečníci Světla svou cestu.
Během cest na východ se Válečníci Světla dozvěděli o zlém králi temných elfů Astosovi, který způsobuje velké potíže v Elfheimu, v říši na jihu Jižního kontinentu, jež se nachází na protějším břehu rozlehlého vnitrozemského moře od Kornélie. Astos ukradl krystalové oko, jež potřebuje slepá čarodějnice Matoya, aby viděla. Dále způsobil korunnímu princi Elfheimu kóma a ukradl královskou korunu jednomu nevýznamnému království na západě. Válečníci Světla mezitím osvobodili východokornélijské město Pravoka od nadvlády pirátů a zmocnili se jejich lodi, kterou jim nabídl sám zbabělý kapitán pirátů Bikke. Plavit se s ní však mohli pouze po vnitrozemském Aldeanském moři, neboť jediný průplav ven na širý oceán byl zavalen balvany. Hráčova družina tedy při svých plavbách, kdy se střetávala s mořskými příšerami a dalšími piráty, objevila nedaleko tohoto závalu trpaslíky žijící v podzemí hory Duergar, kteří se snažili balvany odstranit, ale nedařilo se jim, neboť neměli k dispozici Dusíkový prach (Nitro Powder).
Jediná zásoba Dusíkového prachu se nacházela zamčená na královském hradě v Kornélii a majitelem jediného klíče byl spící elfský princ z Elfheimu. Zdánlivě neřešitelnou situaci začali Válečníci Světla řešit nalezením ukradené královské koruny. Elfové věděli, že se nachází v Mokřinové jeskyni (Marsh Cave), ale báli se tam pro ni vypravit. A měli důvod, neboť korunu hlídala skupina piskodémonů. Hráčova družina si s nimi ale poradila a vypravila se korunu vrátit králi onoho nevýznamného království. Nalezli královský hrad v troskách, kde uvnitř nalezli pouze jediného živého tvora: krále temných elfů Astose. Po jeho porážce získali Matoyino krystalové oko a vypravili se zpět do Kornélie vrátit ho. Stará čarodějnice jim za odměnu uvařila silný bylinkový nápoj (Herb), pojmenované v pozdějších verzích hry šokové tonikum (Jolt Tonic), který bude schopen elfského prince probudit. Princ jim po probuzení věnoval mystický klíč, kterým v Kornélii odemknou síň s Dusíkovým prachem a též nějaké dosud nedostupné sklady věcí v již prozkoumaných jeskyních a rozvalinách. Dusíkový prach pak Válečníci Světla dopravili k trpaslíkům, aby mohli dokončit odstranění závalu. Jakmile s tím byli trpaslíci hotovi, mohla hráčova družina na lodi vyplout na širý oceán.
První zastávkou bylo království Melmond, jež bylo nejpostiženější oblastí, kde mor měnil krajinu v pustinu. Proto Melmond vypadal značně zašle a značná část obyvatel zemřela nebo uprchla. Těm, co zůstali, se povedlo vypátrat původce, což měl být vampýr sídlící v Jeskyni Země (Cavern of Earth), jež se nacházela dále na západě na velkém poloostrově ve tvaru šipky. Po jeho porážce získali Hvězdný rubín (Star Ruby). Avšak s vampýrovou smrtí mor nepolevil. Družina byla nucena vyhledat radu věštce Saddy, jenž žil v horách, které hlídal Titan. Ten jim umožnil průchod dál, když mu nabídli jako zákusek nalezený Hvězdný rubín. Sadda jim pověděl, že jejich skutečným nepřítelem nebyl vampýr, ale něco většího, nacházejícího se v hlubinách Jeskyně Země. Sadda jim svěřil Žezlo země (Earth Rod), které jim v Jeskyni Země ukázalo skrytý vchod dál. Objevili běse Liche, prvního z těch, kteří poskvrnili jeden z krystalů temnotou. Po jeho porážce bylo světlo tohoto krystalu obnoveno.
Lichova smrt ale probudila posledního ze čtyř velkých běsů Marilith, běse ohně, jež se měla dle proroctví probudit až za 200 let. Marilith potemněla dosud netknutý ohnivý krystal. Válečníci Světla se tedy museli lodí vydat daleko na východ do skalnaté země, jež je protkána mnoha řekami, kde se nachází i město Půlměsíční Jezero (Crescent Lake), jež je obklopeno ohromným jezerem ve tvaru půlměsíce. V lesíku za městem se setkali s dvanácterem věštců, mezi nimiž byl i Lukahn, který je pochválil za obnovu světla zemského krystalu a informoval je o probuzení Marilith. Lukahn jim svěřil kánoe s tím, že běsku Marilith najdou v hoře Gulg, kam se musí přeplavit sítí řek. Věštci, kteří nabyli přesvědčení, že Válečníci Světla jsou ti, o nichž praví dávné proroctví, pověděli příběh o postupném probouzení velkých běsů Chaosu po 200 letech, jejich uchvácení moci krystalů, i o zničení civilizace na severu, která se tomuto zlu postavila.
Zamířili k rozpálené, ohnivé hoře Gulg, kde našli hluboko v ohnivém podzemí, opaření lávou, Marilith, jež hned poznala, že to oni zabili Liche. Po její porážce navštívili nedalekou Ledovou jeskyni (Cavern of Ice), kde je čekaly náročné boje s mrazivými příšerami a také ledové pasti, které způsobovaly pád o patro níž. To jim ale paradoxně pomohlo najít, co zde hledali, a to Levitující kámen (Levistone), hlídaný příšerou zvanou Oko zla. Tento kámen využili v poušti jižně od Půlměsíčního Jezera, kde byla po několik staletí uschována vzducholoď, kterou Levitující kámen aktivoval. S využitím této vyspělé technologie se Válečníci Světla mohli pohybovat po světě rychle a bezpečně bez hrozeb náhodných střetů s příšerami, avšak vylodit se mohli pouze na otevřené pláni. Na vodě, v horách, v bažinách a v lesích nikoliv. 
Poprvé opustili jižní kontinent a vydali se daleko na sever, kde se rozkládají další dva a odděluje je souostroví Cardia, v jehož spletitém podzemí se rozkládá království mírumilovných draků, kteří vzpomínali na časy, kdy lidé a draci žili pospolu a na obou severních kontinentech se rozkládaly ohromné mechanizované hrady a zámky. Králem je drak Bahamut, který Válečníky Světla vyzval ke složení zkoušky udatnosti v Citadele zkoušek (Citadel of Trials). Při dalším průzkumu na obou kontinentech našli města Onrac, Gaia (Summit Town) a Lufénie. V Lufénii narazili na lidi hovořící neznámým jazykem a nemohli se s nikým dorozumět. V Gaie, izolovaném horském městě, se dověděli o zvláštní formě vody – oxiál, kterou dovedou nabrat pouze víly. Také tam slyšeli o zvláštním světle na noční obloze, mířícím daleko na západ, o učenci, jenž se snaží naučit lufenštinu, a o víle, kterou jeden místní obyvatel chytil a prodal překupníkovi v karavanu. V obří poušti západně od Lufénie a jihozápadně od Gaii objevili ohromnou, ale nepřístupnou věž.
Pustili se tedy do Bahamutovy zkoušky a navštívili Citadelu, sevřenou z dvou stran horami, kam se dá dostat jedině lodí a kánoí. Uvnitř, kam získali přístup díky již dříve nalezené koruně, zjistili, že jsou tyto ruiny ve skutečnosti technologicky velice vyspělé a museli se vypořádat se zdejšími monstry i se systémem teleportačního zařízení. Na konci bludiště nalezli artefakt zvaný Ocas krysy (Rat's Tail), jehož zisk považoval Bahamut za dostatečný důkaz odvahy a udatnosti. Bahamut tedy udělil Válečníkům Světla nové tituly, a spolu s nimi i nové schopnosti. Z bojovníka udělal rytíře, z lupiče nindžu, z mnicha mistra, z rudého mága rudého čaroděje, z bílého mága bílého čaroděje a z černého mága černého čaroděje.
Dalším cílem jejich cesty bylo přístavní město Onrac, kde se východně pod hladinou moře nacházelo pradávné Chrámové město vody, které je nyní domovem mořských panen. Nalezli zde také stopu po tom překupníkovi z karavanu a dověděli se, že Luféniané byli dříve známí jako „oblační lidé“. Unne, bratr ženy, jež jim poskytla tuto informaci, usiluje o zisk kamene Rosetta, jenž mu umožní porozumět jejich řeči. V přístavu narazili na dívku, jež hlídala obří barel, zkonstruovaný jako ponorka, avšak tvrdila, že je nemůže pustit dovnitř, kvůli závadě by se utopili. Odešli tedy s nepořízenou, ale vydali se k velkému vodopáu nedaleko města, kam dle dalších svědků dopadlo světlo na noční obloze, o kterém slyšeli už v Gaie. Vodopád byl vstupní branou do další jeskyně, kde nalezli podivného robota, jenž jim podivným přízvukem a téměř nesrozumitelně sdělil, aby si vzali warpovou kostku (Warp Cube), kterou jim nabídl. Vyřkl jméno Tiamat a místo Létající pevnost. Poté se robot vypnul. 
Dále vyhledali v nejzápadnější poušti karavan, kde za značný finanční obnos odkoupili baňku s uvězněnou vílou. S baňkou se vzducholodí vydali zpět do Gaii na opačném konci světa a ve městě vílu vypustili. Víla zamířila zpět ke svému jezírku, kde pak Válečníkům Světla poděkovala a nabídla jim oxiál jako odměnu a jako omluvu za úprk ihned po osvobození. Pověděla jim, že jim oxiál (Oxyale) bude dávat kyslík po neomezeně dlouhou dobu, když budou pod vodou. Po návratu do Onracu opět vyhledali dívku se sudovou ponorkou. Když viděla, že mají oxiál, pravila, že jsou těmi, na které „ony“ celou dobu čekají. Požádala je, aby zachránili mořské panny, ustoupila od ponorky a zmizela jako duch. V ponorce se vydali do podmořského Zatopeného chrámu (Sunken Shrine), kde vyhledali Krakena, velkého běse vody. Jím poskvrněný krystal vody byl po jeho porážce očištěn a jeho světlo obnoveno. V zatopených komnatách našli Válečníci světla mořské panny, které jim děkovaly za záchranu, a v jedné zapadlé komnatě nalezli kámen Rosetta.
S kamenem Rosetta zamířili na Jižní kontinent do Melmondu, kde nalezli učence Unna. Unne byl z náezu unešený a pomocí tohoto čarovného kamene dokázal rozluštit pradávné lufénské texty. Jako svůj dík naučil Válečníky Světla lufénštinu. S touto znalostí se mohli konečně vrátit do Lufénie. Tamní obyvatelé se jim představili jako potomci vyspělých „oblačných lidí“, kteří si po staletí předávali znalosti prostřednictvím obřadů, což ale mělo za následek ztrátu značné části jejich znalostí. Válečníci Světla se dověděli, že jejich vzducholoď zkonstruoval před čtyřmi staletími Lufén jménem Cid (tato informace je ale dostupná pouze v novějších verzích hry). Když před 400 lety civilizace v oblacích padla, vzniklo proroctví o příchodu Válečníků Světla, která je zachrání. Létající pevnost je jejich bývalým domovem, kam se dostanou jedině skrz Věž Faty Morgany (Mirage Tower) uprostřed rozsáhlé pouště. Luféni dospěli k přesvědčení, že čtveřice běsů nekoná samostatně, ale slouží ještě vyššímu zlu. Proto tehdy vyslali do Věže Faty Morgany pětici nejlepších bojovníků, aby tuto domněnku potvrdili, ale nikdo je už nikdy neviděl. Kolují však zvěsti, že se střetli neúspěšně s Tiamatem, velkým větrným běsem, jenž si vytvořil z Létající pevnosti své hnízdo, a proměnil je v netopýry. Od Lufénů dostali Válečníci Světla zvoneček, s kterým se dostanou dovnitř Věže Faty Morgany.
Ve Věži Faty Morgany narazili kromě bezpočtu příšer také na další roboty, kteří je s nadšením přivítali. Dověděli se, že jeden z robotů nedávno sebral warpovou kostku, aby jim ji předal. Tuto warpovou kostku nyní použijí, aby se dostali do Létající pevnosti. Jakmile se do ní teleportovali, zjistili, jak vysoce technologicky vyspělí kdysi Luféni bývali. Létající pevnost se nachází ve vesmíru a z výšky je vidět na oblaka v atmosféře světa, kolem kterého obíhá jako orbitální stanice. Nalezli zde i vzácnou surovinu adamantid, kterou sháněli trpaslíci v Duergaru k výrobě nejlepšího meče. Ale museli se prosekat přes hordy příšer až k Tiamatovi. Ten jim připomněl, koho všechno již porazili a kam až se dostali, ale vyhrožoval jim, že jeho podoba bude poslední věc, co uvidí. Avšak Válečníci Světla dokázali Tiamata porazit a obnovili světlo posledního krystalu.
Portálem se nechali přepravit před vchod Věže Faty Morgany a zamířili za trpaslíky, aby ukovali nejlepší meč. I přes porážku čtveřice velkých běsů a návratu světla krystalům totiž na světě stále nenastalo bezpečí, a tak se vydali za dvanácti věštci do Půlměsíčního Jezera, kteří přišli s tím, že světlo z krystalů vyzařuje směrem do centrálního bodu, jenž se nachází v hlubinách rozvalin Svatyně chaosu, která je geografickým středem všech čtyř oltářů světla, u kterých byli všichni běsové poráženi. Nadešel tedy čas vrátit se do těchto rozvalin a zasáhnout zlo přímo tam, kde je zakořeněné. Světlo krystalů jim umožní cestu časem do minulosti před 2000 lety, kde naleznou zdroj tohoto zla. Byli varováni, že si na události, co tam nastanou, pak nebudou vůbec pamatovat, neboť se pro ně pokřiví tok času. Tam totiž přeruší řetězec, která způsobil všechno, čím si doteď prošli, jež pouze tvoří časovou smyčku. Jejím ukončením dosáhnou svého cíle a svět bude od zla úplně očištěn.
Ještě z výšin Létající pevnosti si sami mohli všimnout, jak je energie krystalů vcucávána nějakým neznámým jevem v rozvalinách Svatyně chaosu. Došli do místnosti, kde na začátku porazili Garlanda, a kde nyní objevili časoprostorový portál, kterým se dostanou do minulosti. Tento portál hlídala pětice netopýrů, kteří se představili jako ti nezvěstní lufénští bojovníci, kteří byli před 400 lety vysláni, aby nalezli zdroj všeho zla. Válečníky Světla informovali, že moc čtveřice běsů, absorbovaná z krystalů, byla již přesunuta zpět v čase Černým krystalem, který se nachází přímo před nimi. Krystaly napuštěné světlem jim zde umožní odcestovat časem 2000 let do minulosti, kde začíná časová smyčka. Nemohli jim to sdělit dříve, protože kletba netopýří podoby jim znemožňovala mluvit, ale díky obnovenému světlu krystalů ji nyní mohli překonat. Rozloučili se s netopýry, vytáhli své krystaly a přemístili se v čase.
Ocitli se 2000 let v minulosti a Svatyni chaosu sotva poznali. Místo rozvalin spatřili chrám nablýskaný novotou, který byl nyní mnohem rozlehlejší, než jak znali ze své doby. V bludišti naráželi na podivné orby, z nichž se vyklubali postupně všichni čtyři běsové, které ve své době porazili. Takže se s nimi museli utkat znovu. Nakonec dorazili do komnaty, kde zahlédli známou tvář. Byl to Garland, kterého porazili na začátku příběhu, jenž se jim představil jako kdysi nejznámější rytíř Kornélie. Uznal, že byl jimi tehdy poražen, ale čtveřice mocných běsů mu zachránila život, když ho těsně před smrtí poslala zpět v čase. V minulosti pak na oplátku poslal zpět do budoucnosti čtveřici velkých běsů, pocházejících z této minulosti, aby ho znovu poslali zpět do budoucnosti s využitím čtyř mocí krystalů. Garland z jejich doby si nic z toho samozřejmě nebude pamatovat, ale ten Garland, který nyní stál přímo před nimi, se proměnil do podoby, jaké nabyl zde v minulosti: v ohavnou stvůru Chaosu. Prohlásil, že se zde vždy znovu zhmotní a vždy je zde znovu a znovu porazí. Bude tak žít navěky, zrozen z nekonečné časové smyčky, kterou on sám vytvořil. Jenže Válečníci Světla již stačili pozabíjet všechny čtyři velké běsi z této minulosti.
Nastala rozhodující bitva čtyř Válečníků Světla proti Garlandovi alias Chaosovi, jenž se tímto zlem stal díky energii ukradené při všech cyklech smyčky z krystalů, kterou do sebe při své přeměně absorboval. Po velmi náročné bitvě ale byl jimi přesto poražen. Konečnou smrtí Chaosu byla přerušena časová smyčka a na světě opět zavládl mír, jenž byl touto časovou smyčkou narušován. Když byl opět nastolen přirozený tok energií krystalu, Válečníci Světla se vrátili časem zpět do své doby. Zde se znovu setkali s princeznou Sarah, s kornélskou královnou Jayne, a dokonce i s Garlandem, jenž v této napravené časové ose nikdy nepropadl zlu. Jak přesně tato časová smyčka, jež měla přetrvat navěky, vznikla, si již nedokázal nikdo vybavit, protože přetržení časové smyčky a úsilí čtveřice Válečníků Světla znamenalo, že se vlastně nic z toho nikdy nestalo. Jejich činy však byly útržkovitě zaznamenány v beletrii jako výplody fantazie, spolu s příběhy o království draků, oblačných lidí, trpaslíků, elfů apod. Aby si lidé pamatovali, že přírodní síly musí použít jen k tomu, k čemu jsou určené, a moc světla se nikdy nesmí použít k tvoření zla. 
Ve hrách Dissidia Final Fantasy a Dissidia 012 Final Fantasy je tento příběh ještě doplněn o roli, jakou před 400 lety sehrál Cid.

## Vývoj hry

### Sestavení vývojového týmu a konceptu

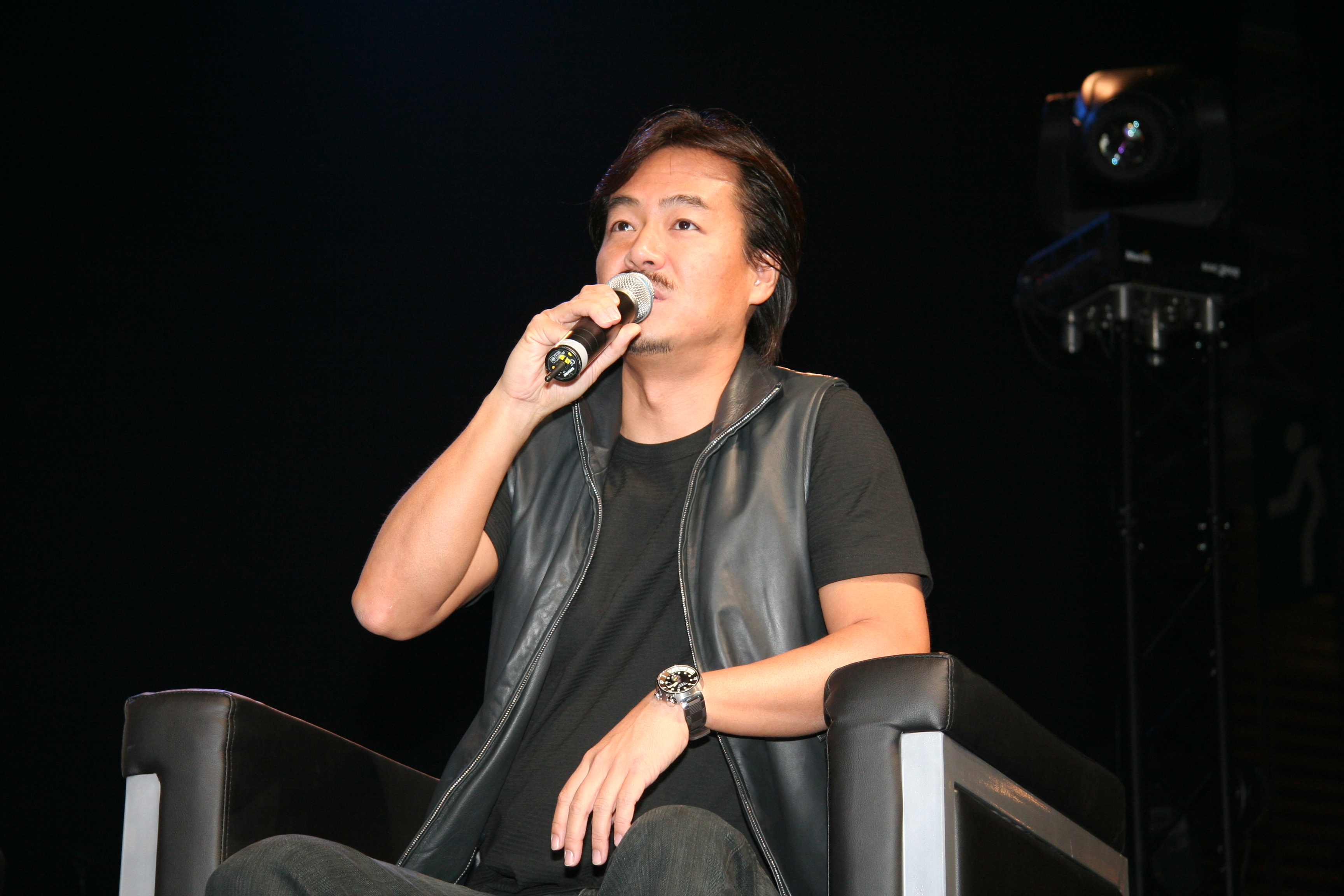
Hironobu Sakaguči si nejprve myslel, že Final Fantasy bude jeho poslední hra, kterou vytvoří ve společnosti Square

Hironobu Sakaguči usiloval o vytvoření RPG dobrodružné hry dlouhou dobu, ale jeho zaměstnavatel Square mu k vývoji odmítal dát svolení, protože očekával, že by se takováto hra špatně prodávala. Avšak vydání Dragon Questu, jenž je také RPG hrou, o kterou se postarala tehdy konkurenční vydavatelská společnost Enix, se v Japonsku stalo hitem, a tak vedení Square změnilo na tento videoherní žánr názor a schválilo Sakagučiho koncepci RPG hry, která byla inspirovaná hrami Ultima I: The First Age of Darkness a Wizardry: Proving Grounds of the Mad Overlord. Do tohoto projektu s ním nejprve šli jen tři spolupracovníci, protože byl ostatními zaměstnanci Squaru vnímán jako drsný šéf, zejména po několika neúspěších předešlých projektů. Nakonec byl pro tento projekt sestaven sedmičlenný tým, který byl interně ve Square pojmenovaný jako "A tým". Sakagučimu se povedlo přesvědčit herní designéry Akitošiho Kawazua a Kóičiho Iší, aby se připojili. Kawazu si vzal na starost bojový systém a jeho atributy, které založil dle konceptu stolní hry Dungeons & Dragons a RPG videohry Wizardry. Provedl i inovace jako například systém odolností nepřátel vůči určitým elementům, třeba vůči ohni nebo chladu. Tento herní mechanismus se do této doby v japonských RPG vůbec nevyskytoval. Kawazu si totiž takovéto aspekty oblíbil u západních konkurenčních titulů a rozhodl se je implementovat do Final Fantasy. Také si prosadil vizi, že by hráč měl mít možnost vybrat si svobodně povolání svých postav hned na začátku hry, protože dle jeho názoru „zábava v RPG hrách začíná už při tvorbě herní postavy.“
Scénář k příběhu hry byl sepsán spisovatelem na volné noze Kendžim Teradou dle pokynů v konceptu, s kterým přišel Sakaguči. Iší přispěl významně k tvorbě prostředí hry svým nápadem zahrnout do hry krystaly. Také navrhl na pozici výtvarníka herních postav ilustrátora Jošitaku Amanoa, ale to Sakaguči nejprve odmítl s odůvodněním, že toto jméno nikdy v životě nezaznamenal. Ale když Sakaguči Išímu ukázal několik kreseb na výstřižcích z časopisů a řekl mu, že toto je přesně styl, jaký si pro Final Fantasy představuje, Iší mu odhalil, že přesně tyto kresby namaloval Jošitaka Amano, a tak byl tento umělec nakonec ke spolupráci přece najat. Hudbu k Final Fantasy skládal zaměstnanec Square Nobuo Uemacu, což měl být už jeho v pořadí šestnáctý soundtrack k videohrám. Na pozici programátora hry byl najat Američan s íránskými kořeny Nasir Gebelli. Ten se zprvu snažil porozumět všem aspektům herních mechanismů a hraní samotného u této hry, ale Sakaguči mu brzy doporučil, aby se soustředil pouze na naprogramování designových konceptů, aby mu nemusel všechno vysvětlovat do detailů. Gebelli ve hře vytvořil z vlastní iniciativy vůbec první pokus o RPG minihru, konkrétně šlo o posouvací hlavolam, který zahrnul do hry, třebaže se v původním konceptu vůbec nevyskytoval. Mezi dalšími vývojáři byli výtvarník Kazuko Šibuja, programátoři Kijoši Joší a Ken Narita a betatester Hirojuki Itó. Jakmile již začalo mít Final Fantasy konkrétní obrysy, přidal se k vývoji i designér Hiromiči Tanaka a celý jeho "B Tým". Nedostatek podpory týmu, který Sakaguči sestavil, i nedostatek popularity uvnitř Square byly pro členy vývojového týmu motivátorem, aby do tohoto projektu dali to nejlepší, co v nich bylo.

### Vydání hry
Sakaguči nabídl pracovní verzi ještě nedokončené hry na ROM kazetě videohernímu magazínu Famicom Cúšin, ale ti ke hře nenapsali recenzi. Přesto ale časopis Famicu poskytl pro tuto hru dost prostoru později. Ve Square původně hodlali v roce 1987 vydat hru v nákladu 200 000 kopií, ale Sakaguči přesvědčil vedení podniku, aby zvýšilo náklad na 400 000 kopií, protože v té době již chtěl začít pracovat na pokračování. Vedení podniku souhlasilo. Celkem bylo nakonec pro konzoli Famicom (NES) vydáno až 520 000 kopií pouze v Japonsku.
Když zaznamenala konkurenční hra Dragon Quest úspěch při lokalizaci v Severní Americe, severoamerická pobočka firmy Nintendo přeložila do angličtiny i Final Fantasy a vydala ji pro severoamerický trh v roce 1990. Anglická verze pro Severní Ameriku zaznamenala průměrný úspěch na tamním videoherním trhu. Avšak v PAL regionech se hra neprodávala vůbec až do roku 2003, kdy vyšla předělávka Final Fantasy Origins.

### Etymologie
Po vydání hry se celá léta spekulovalo, proč se tato hra jmenuje právě Final Fantasy. V roce 2015 vydal Sakaguči prohlášení, v němž uvedl, že si na začátku jeho tým přál pro hru název, který by se dal zkrátit do podoby FF (japonsky エフエフ efu efu. Tak by se název hry dal zkrátit v latince na dvě písmena a v japonštině na čtyři slabiky. Původní pracovní název projektu zněl Fighting Fantasy, ale byl nakonec změněn kvůli hrozbě sporu o ochrannou známku, neboť název Fighting Fantasy byl stejný jako stolní hra, která právě přicházela na trh. Důvod, proč bylo nakonec zvoleno slovo „Final“, vysvětlil skladatel Nobuo Uemacu, a ty důvody byly dva: Prvním důvodem byla Sakagučiho osobní pozice, neboť se chystal v případě, že by se hra prodávala špatně, dát ve společnosti Square výpověď, úplně skončit ve videoherním průmyslu a vrátit se zpět na univerzitu ke studiu elektrotechniky, které opustil kvůli kariéře ve Square. Druhým důvodem byla špatná ekonomická situace samotné společnosti Square, které tenkrát hrozil bankrot. A to by znamenalo, že by tato hra byla posledním titulem této videoherní společnosti. Ačkoliv sám Sakaguči některé teorie pojmenování v průběhu času potvrdil, tak později zlehčoval logický základ pro výběr slova „Final“, neboť prohlásil, že tento nápad skutečně vznikl z tehdejší situace, kdy byli přitlačeni ke zdi, ale ve skutečnosti by tehdy býval byl spokojen i s jakýmkoliv jiným slovem začínajícím na „F“.

## Seznam vydání a edicí
Final Fantasy byl několikrát vydáván i předěláván pro mnoho různých herních platforem. V několika případech byl součástí jediného balíčku společně s Final Fantasy II. Všechny předělávky obsahují totožný příběh i totožný bojový systém, ale obsahují některé změny v grafice, zvukovém provedení nebo ve speciálních elementech hry. Někde byl také přidán obsah dostupný po dokončení příběhu hry.
| Název                               | Rok vydání     | Stát                | Systém                                   | Vývojář     | Vydavatel                      | Poznámky |
| ----------------------------------- | -------------- | ------------------- | ---------------------------------------- | ----------- | ------------------------------ | --- |
| Final Fantasy                       | 1987 1990      | Japonsko USA        | Nintendo Entertainment System            | Square      | Square Nintendo                | Původní vydání Limitace tehdejší techniky a interní politika Nintenda vedly k drobným úpravám hry pro trh v Severní Americe          |
| Final Fantasy                       | 1989           | Japonsko            | MSX2                                     | Square      | Microcabin                     | Vylepšení grafiky, ozvučení a zkrácení doby načítání                                                                                 |
| Final Fantasy I・II                 | 1994           | Japonsko            | Nintendo Entertainment System            | Square      | Square                         | Několik zněm v grafice |
| Final Fantasy                       | 2000           | Japonsko            | WonderSwan Color                         | Square      | Square                         | Přidána grafika pozadí při bitvách, překresleny herní sprajty                                                                        |
| Final Fantasy Origins               | 2002 2003      | Japonsko USA Evropa | PlayStation                              | Tose        | Squaresoft                     | Nová, detailnější grafika, předělaná hudba, přidány videosekvence, galerie a vylepšen systém ukládání hry                            |
| Final Fantasy I & II: Dawn of Souls | 2004           | Japonsko USA Evropa | Game Boy Advance                         | Tose        | Nintendo                       | Přidány čtyři lokace, aktualizace bestiáře a několik drobných vylepšení                                                              |
| Final Fantasy                       | 2004 2006 2010 | Japonsko            | Mobilní telefon                          |             | Square Enix Bandai Namco Games | Zpracování je lepší než u původního vydání, ale horší než u předešlých dvou předělávek                                               |
| Final Fantasy                       | 2007 2008      | Japonsko USA Evropa | PlayStation Portable                     | Tose        | Square Enix                    | Grafika překreslena pro vysoké rozlišení, přidány videosekvence a předělaná hudba, bonusové lokace a vylepšení z edice Dawn of Souls |
| Final Fantasy                       | 2009 2010      | Japonsko USA Evropa | Wii Virtual Console                      |             | Square Enix                    | Opětovné vydání původní verze hry prostřednictvím Virtual Console                                                                    |
| Final Fantasy                       | 2009 2012      | Japonsko USA        | PlayStation Store (PSOne Classics)       | Square      |                                | Opětovné vydání verze pro PlayStation prostřednictvím PSOne Classics                                                                 |
| Final Fantasy                       | 2010           | celý svět           | iOS                                      | Square Enix | Square Enix                    | Základem této verze je ta pro PSP |
| Final Fantasy                       | 2011           | Japonsko Evropa     | PlayStation Store (stahovatelné pro PSP) | Square Enix |                                | Verze pro PSP byla vydána jako stahovatelná PSP hra                                                                                  |
| Final Fantasy                       | 2012           | celý svět           | Windows Phone                            |             | Square Enix                    | Základem této verze je ta pro iOS |
| Final Fantasy                       | 2012           | celý svět           | Android                                  | Square Enix | Square Enix                    | Základem této verze je ta pro iOS, avšak bez bonusových lokací, příšer a přehrávače herní hudby                                      |
| Final Fantasy                       | 2013           | Japonsko            | Nintendo 3DS Virtual Console             | Square      | Square Enix                    | Opětovné vydání původní verze hry prostřednictvím Virtual Console                                                                    |
| Final Fantasy                       | 2013           | Japonsko            | Wii U Virtual Console                    | Square      | Square Enix                    | Opětovné vydání původní verze hry prostřednictvím Virtual Console                                                                    |
| Final Fantasy                       | 2015           | Japonsko            | Nintendo eShop                           | Square Enix | Square Enix                    | Opětovné vydání verze hry pro PSP s vylepšenou 3D stereoskopickou grafikou                                                           |
| Final Fantasy I & II Advance        | 2016           | Japonsko            | Wii U Virtual Console                    | Square      | Square Enix                    | Opětovné vydání verze hry pro Game Boy Advance prostřednictvím Virtual Console                                                       |
| Final Fantasy                       | 2016           | USA Evropa          | NES Classic Edition                      | Square      | Square Enix Nintendo           | Původní verze hry emulovaná jako vestavěný titul v systému konzole                                                                   |
| Final Fantasy                       | 2021           | celý svět           | Microsoft Windows (Steam) Android IOS    | Square Enix | Square Enix                    | 2D remasterovaná edice původní hry                                                                                                   |